# Skulderpude
Skulderpuder er en type stofbetrukken polstring, der bruges i skulderkonstruktionen på nogle typer herre- og dametøj til at give en illusion om at bæreren har bredere og mindre ludende skuldre.
Oprindeligt var skulderpuder formet som halvcirkler eller små trekanter, og de var fyldt med uld, bomuld eller savsmuld. Det blev syet fast øverst i ærmerne for at forlænge skulderlinjen. Dette ses bl.a. på pufærmer på kjoler fra slutningen af 1800-tallet. I herrebeklædning bruges skulderpuder typisk i jakker til jakkesæt, smoking, kjolesæt og frakker, hvor de sys fast i toppen af skulderen og fæstnes i foret. I kvindemode er skulderpuder ligeledes blevet brugt i forskellige typer jakke, men også i bluser, skjorter og flere andre typer tøj afhængig af moden. Skulderpuder var særligt fremherskende i 1940'erne, 1980'erne og i slutningen af 2000'erne.